# The Day That Never Comes
"The Day That Never Comes" је четрдесети сингл хеви метал бенда Металика и први са новог албума Death Magnetic. Песма је објављена на радију у четвртак 21. августа 2008. у 11 часова. Доспела је на 4. место iTunes листе најпродаванијих песама за мање од 3 дана од када је постављена. Први пут је изведена уживо 22. августа 2008. на Лидс фестивалу у Енглеској.
1. септембра је објављен и спот .

## Списак песама
1. "" - 7:56